# Diversidad sexual en Suiza
Los derechos de las personas lesbianas, gays, bisexuales y transexuales (LGBT) en Suiza son relativamente progresistas. El matrimonio entre personas del mismo sexo y la adopción conjunta completa han sido aprobados en 2021 por el Parlamento suizo. Uno de los mayores exponentes del movimiento de liberación homosexual en el país helvético es Heinrich Hössli, un escritor que vivió entre los siglos XVIII y XIX.

## Situación legal y militar
La homosexualidad en el ejército ya no es ilegal, por lo que una relación homosexual entre dos miembros de las fuerzas armadas no puede ser penalizada, ni condicionar el ingreso y permanencia de militares homosexuales dentro de ellas, desde el servicio militar hasta una carrera en todas las ramas existentes. En este país, todo hombre entre los 20 y 50 años es miembro del Ejército suizo.
En diciembre de 1990, la Cámara de Representantes votó a favor de la reforma de la ley de ofensas sexuales (sección 191 y subsiguientes del Código Penal). En el referéndum nacional del 17 de mayo de 1992, el 73% de los votantes aceptó la reforma de la Ley Federal suiza sobre la legislación de ofensas sexuales, incluida la eliminación de todo tipo de discriminación sobre la base de la orientación sexual de una persona desde el Código Penal.
El 5 de junio de 2005, Suiza se convirtió en el primer país del mundo en legalizar la unión civil entre parejas del mismo sexo a través de un referéndum que contó con el 58% de aprobación, la ley de carácter federal igualó los derechos y deberes con las uniones heterosexuales y entró en vigor en todo el país a partir del 1 de enero de 2007.
Aunque la adopción homoparental conjunta no se encuentra permitida, la condición sexual de un padre no es causal para la revocación de la tuición de un hijo. En diciembre de 2012, el Consejo Nacional de Suiza aprobó una ley que permite adoptar al hijo de la pareja sin importar el sexo o el estado civil en el que se encuentren.
La legislación suiza contempla el cambio de identidad de género para los transexuales que lo deseen, sin embargo suele considerarse como un proceso riguroso, puesto que la ley exige que debe someterse a un seguimiento psiquiátrico de dos años, debido a que la transexualidad es considerada como un «trastorno» y no una enfermedad mental, luego se debe realizar a una cirugía de reasignación de sexo, en la cual también debe quedar estéril, a fin de evitar una futura «paternidad» de un transexual declarado legalmente como mujer, o un embarazo de un transexual hombre.
El matrimonio entre personas del mismo sexo se legalizó en un referéndum el 26 de septiembre de 2021. El 64,1% de los votantes apoyó una enmienda al código civil que permitía el matrimonio entre personas del mismo sexo, la adopción por parejas del mismo sexo y la tecnología de reproducción asistida para parejas de mujeres del mismo sexo. La modificación entrará en vigor el 1 de julio de 2022.
La enmienda se originó con un proyecto de ley de la diputada Kathrin Bertschy del Partido Liberal Verde de Suiza que prevé el matrimonio entre personas del mismo sexo. El 18 de diciembre de 2020, la legislatura federal suiza adoptó la legislación correspondiente, que también prevé el acceso a la FIV para parejas de lesbianas.  En el sistema de democracia semidirecta de Suiza, el estatuto estaba sujeto a un referéndum popular si sus oponentes recolectaban 50.000 firmas exigiendo uno dentro de los tres meses. Así lo hizo el partido de derecha EDU , que recogió 61.027 firmas.

## Situación social

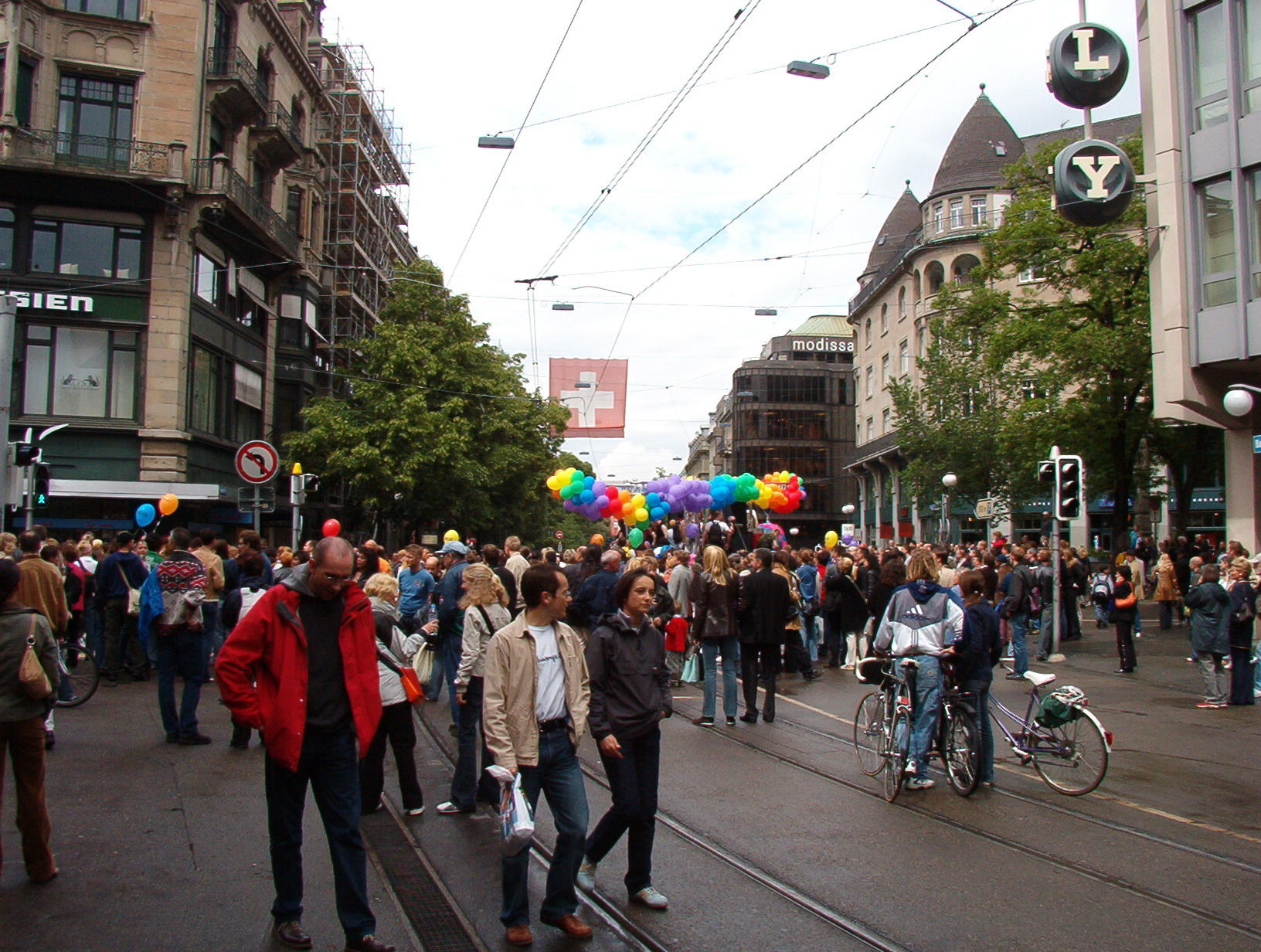
Marcha del Orgullo Gay en la ciudad de Zúrich.

En el ámbito social, la propia diversidad cultural y étnica de la Confederación, favoreció un mayor grado de respeto y tolerancia hacia los distintos grupos que conforman la nación. Cada año se celebran diversos eventos en favor de los derechos LGBT+ y la diversidad sexual, tales como marchas del orgullo LGBT+, festivales y manifestaciones varias, entre los que se destacan el Festival de Cine Pink Apple, el Christopher Street Day, el Día para salir del armario y el Festival del Orgullo de Zúrich.
Zúrich, la ciudad más poblada de Suiza, se percibe como una ciudad tolerante hacia la comunidad, ofreciendo una amplia variedad de atractivos para el turismo homosexual. En julio de 1993 se creó en la ciudad el  «Schwulenarchiv Schweiz», organización sin fines de lucro destinada a recopilar y preservar el material referente a los homosexuales en el país. En marzo de 2009, fue elegida Corine Mauch como alcaldesa de Zúrich, convirtiéndose en la primera mujer y abiertamente lesbiana en ostentar dicho cargo.